# Max Steenbeck

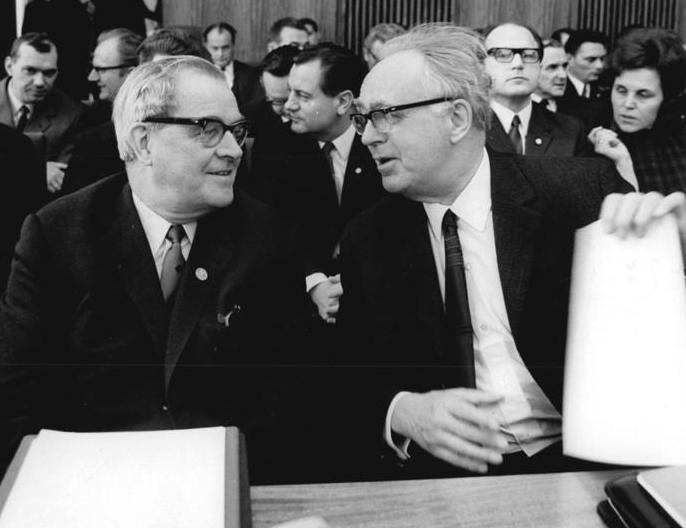
Max Steenbeck (rechts) zusammen mit dem damaligen Präsidenten der Akademie der Wissenschaften der DDR Hermann Klare, 1970

Max Christian Theodor Steenbeck (* 21. März 1904 in Kiel; † 15. Dezember 1981 in Ost-Berlin) war ein deutscher Physiker. Er war einer der Pioniere der Gasentladungsphysik und konstruierte 1935 das erste funktionierende Betatron. Er entwickelte 1947 in der Sowjetunion eine Gaszentrifuge zur Trennung von Uran-Isotopen und war seit 1957 maßgeblich am Aufbau von Kernforschung und Kerntechnik in der DDR beteiligt. Er war einer der Begründer der Elektrodynamik der mittleren Felder, die sich als Grundlage für das Verständnis der Magnetfelder der Sonne, der Planeten und anderer kosmischer Körper erwiesen und große Bedeutung in Astro- und Geophysik erlangt hat.

## Jugendjahre, Studium, Familie
Max Steenbeck wurde 1904 in einer Lehrerfamilie in Kiel geboren. Er legte 1922 in Kiel das Abitur ab und studierte danach bis 1929 an der dortigen Universität zunächst Chemie und dann Physik. Wesentliche akademische Lehrer waren Hans Geiger, Christian Gerthsen und Walther Kossel, bei dem er Anfang 1929 mit einer Arbeit zur absoluten Intensitätsmessung von Röntgenstrahlen promovierte. Im gleichen Jahr heiratete er Martha Witt (geb. 1902 in Kiel). Aus der Ehe gingen drei Kinder hervor.

## Wissenschaftliche Tätigkeit bei Siemens & Schuckert (1927–45)
Nach dem Abschluss des experimentellen Teils seiner Doktorarbeit trat Steenbeck 1927 als
Laborleiter in die Wissenschaftliche Abteilung der Siemens-Schuckert-Werke in Berlin-Siemensstadt ein, wo er dann ohne Unterbrechung bis 1945 arbeitete. Anfang 1944 wurde er technischer Leiter und bald darauf Direktor des Stromrichterwerkes.
Steenbeck leistete Pionierarbeit in der Physik der Gasentladungen und der Plasmen. Davon zeugen neben vielen anderen Veröffentlichungen die zusammen mit Alfred von Engel verfasste zweibändige Monographie „Elektrische Gasentladungen, ihre Physik und Technik“ (1932/34) und der mit Robert Rompe geschriebene umfangreiche Artikel „Der Plasmazustand der Gase“ (1939).
Während seiner Tätigkeit bei Siemens & Schuckert konstruierte Steenbeck auch eine Anlage zur Beschleunigung von Elektronen, das Betatron, die 1935 erstmals erfolgreich arbeitete. Die erreichten Energien der Elektronen lagen allerdings mit 1.8 MeV unter den Erwartungen. Andere Schwerpunkte der Arbeit verhinderten weitere Entwicklungen auf diesem Gebiet. Im Übrigen wurde die Arbeit am Betatron als firmengeheim eingestuft. So wurden zwar mehrere Patente angemeldet, aber eine Veröffentlichung von Ergebnissen in einer wissenschaftlichen Zeitschrift kam erst 1943 mit einem Aufsatz in den „Naturwissenschaften“ zustande. Eine spezielle Leistung von Steenbeck bestand in der Formulierung einer Bedingung für den räumlichen Verlauf des Magnetfeldes im Betatron, der die Stabilität der Elektronenbahnen garantiert.
Die ersten Ideen zu einem Beschleuniger vom Betatron-Typ waren bereits 1928 von Rolf Wideröe formuliert worden. Später, 1940, konstruierte auch Donald William Kerst an der University of Illinois ein Betatron. Er erwähnte in seinen Veröffentlichungen Wideröe, nicht aber Steenbeck, obgleich dessen Patent von 1937 bekannt gewesen sein sollte. Unmittelbar vor dem japanischen Überfall auf Pearl Harbor im Dezember 1941 erteilte Siemens eine Betatron-Lizenz an General Electric in den USA, die Kersts Patente hielten.
Eine Motivation für den Bau von Betatrons waren Anwendungen in der Medizin, insbesondere Bestrahlungen zur Krebstherapie. Nach Bekanntwerden von Kersts Erfolg baute Konrad Gund in Erlangen auf Steenbecks Anregung ab 1942 ein neues Betatron, das 1946 in Göttingen für medizinische Zwecke in Betrieb genommen wurde.
Steenbeck hatte 1927/28 auch die Idee für das Zyklotron (und für das Synchro-Zyklotron) und bereitete nach Drängen von Kollegen eine Veröffentlichung darüber vor, zu der es aber aufgrund eines Missverständnisses nicht kam.
Im Zusammenhang mit Arbeiten zu Hochspannungsgleichrichtern entwickelte Steenbeck 1937 das Röntgenblitzlichtrohr, das die bildliche Darstellung sehr schnell ablaufender Vorgänge erlaubt.
Im Jahre 1939 war Steenbeck Mitglied im Vorstand der Deutschen Physikalischen Gesellschaft.
Zu den bemerkenswerten Erkenntnissen dieser Schaffensperiode zählt auch das von Steenbeck gefundene Minimumprinzip in der Physik des Lichtbogens.
Während des Zweiten Weltkrieges befasste sich Steenbeck auch mit dem Aufspüren und der Entschärfung magnetischer Seeminen.
Steenbeck hat zwar verschiedene Möglichkeiten erwogen, zu einer Hochschultätigkeit zu wechseln, letztlich jedoch keine davon wahrgenommen.

## Als deutscher Spezialist in der Sowjetunion (1945–56)
Nach dem Einmarsch der Roten Armee in Berlin wurde Steenbeck im April 1945 verhaftet und als Zivilgefangener zunächst in ein Lager in Posen (Polen) gebracht, wo er unter schrecklichen Bedingungen leben musste und bald dem Hungertod nahe war. Nach dem Abwurf der amerikanischen Atombomben auf Hiroshima und Nagasaki im August 1945 beschloss die sowjetische Regierung, ihr Atomprogramm mit allen Mitteln voranzutreiben, auch mit Hilfe von Wissenschaftlern aus dem besiegten Deutschland. So wurde er zunächst nach Moskau gebracht, konnte sich dort etwas erholen und kam dann nach Suchumi am Schwarzen Meer, wo bereits etwa 100 deutsche Spezialisten unter verhältnismäßig guten Bedingungen lebten und arbeiteten, darunter auch der Nobelpreisträger Gustav Hertz und Manfred von Ardenne. Einige von ihnen hatten ihre Familien dort; auch Steenbecks Familie kam Anfang 1946 zu ihm.
Steenbeck stellte eine Gruppe von Mitarbeitern zusammen, die sich mit Verfahren zur Trennung von Uran-Isotopen befasste. Er verfolgte seit Ende 1947 die Idee einer Gaszentrifuge und entwickelte, zunächst in Suchumi und später in Leningrad (dem heutigen St. Petersburg), eine sehr erfolgreiche Version derselben. So kam die Sowjetunion in den Besitz der damals modernsten Technologie zur Isotopentrennung.
Nach der Tätigkeit im Atomprogramm ließ man die deutschen Spezialisten einige Jahre an anderen Orten der Sowjetunion an anderen Themen arbeiten, so dass sie bei einer Rückkehr nach Deutschland nicht mehr die neuesten Entwicklungen im Atomprogramm kannten, was ein Sicherheitsrisiko bedeutet hätte. In diesem Sinne arbeitete Steenbeck ab Herbst 1953 am Physikalischen Institut der Ukrainischen Akademie der Wissenschaften in Kiew an Problemen von Halbleitern.
Im Sommer 1956 konnten Steenbeck und seine Kollegen nach Deutschland zurückkehren. Frei in seiner Entscheidung, sich in der Bundesrepublik Deutschland (BRD) oder in der Deutschen Demokratischen Republik (DDR) niederzulassen, wählte er auch aus politischen Erwägungen heraus Jena in der DDR als neuen Wohnsitz für sich und seine Familie.
Einer der Mitarbeiter Steenbecks beim Zentrifugenprojekt war der Österreicher Gernot Zippe. Ursprünglich Kriegsgefangener in der Sowjetunion, kam er im Sommer 1946 in diese Gruppe. Er ging 1956 in die Bundesrepublik Deutschland und verbreitete später die Ideen zur Zentrifuge in der westlichen Welt. Die von ihm weiterentwickelte Anlage wurde zur Grundlage einer 1970 begonnenen britisch-niederländisch-deutschen Kooperation bei der Trennung von Uran-Isotopen.

## Wissenschaftliche Tätigkeit nach der Rückkehr nach Deutschland (1956–81)

### Magnetische Werkstoffe, Magnetohydrodynamik, Plasmaphysik
Von seiner Rückkehr 1956 an bis 1960 leitete Steenbeck das Institut für magnetische Werkstoffe in Jena. Aus diesem spaltete sich 1959 auf seine Initiative das Institut für Magnetohydrodynamik ab, in dem es anfänglich um Beiträge zur damals nahe geglaubten Energiegewinnung durch Wasserstofffusion und zu den sogenannten magnetohydrodynamischen Generatoren ging. Von 1959 bis zu seiner Emeritierung 1969 war Steenbeck Direktor dieses Institutes. Zugleich hatte er seit 1956 eine Professur für Plasmaphysik an der Friedrich-Schiller-Universität Jena inne.

### Kerntechnik, Reaktorbau
Steenbeck hatte auch maßgeblichen Einfluss auf die Entwicklung von Kernforschung und Kerntechnik in der DDR. Zusätzlich zu den erwähnten Verpflichtungen in Jena war er von 1957 bis 1962 Leiter des Wissenschaftlich-Technischen Büros für Reaktorbau in Berlin, einer Einrichtung, die auch Aufbau und Betrieb des ersten Kernkraftwerkes der DDR in Rheinsberg begleitete.

### Elektrodynamik der mittleren Felder und die Magnetfelder kosmischer Körper
Steenbeck hatte ein starkes Interesse daran, die elektromagnetischen Vorgänge zu verstehen, die beispielsweise im Erdinneren ablaufen und das Magnetfeld der Erde aufrechterhalten oder die in der Sonne stattfinden und für den Sonnenfleckenzyklus verantwortlich sind, der deutlich mit magnetischen Erscheinungen verknüpft ist. Im Institut für Magnetohydrodynamik arbeitete er von 1960 an mit einem sehr kleinen Kreis jüngerer Mitarbeiter auch an solchen Themen. In diesem Zusammenhang ist die auf der klassischen Physik fußende Elektrodynamik der mittleren Felder in turbulent bewegten elektrisch leitenden Medien entstanden, die heute als Grundlage für die Erklärung magnetischer Erscheinungen in kosmischen Objekten allgemein anerkannt ist und viele Anwendungen in Astro- und Geophysik gefunden hat. Eine zentrale Erkenntnis besteht darin, dass turbulente Bewegungen eines elektrisch leitenden Mediums auf einem rotierenden Körper unter gewissen Bedingungen zur Entstehung von Magnetfeldern nach dem in der Technik wohlbekannten Prinzip des selbsterregten Dynamos führen. Eine erste Darstellung von Grundgedanken dieses Wissenschaftszweiges ist 1966 veröffentlicht, erste Dynamomodelle für Sonne und Planeten sind 1969 vorgestellt worden. Eine wesentliche Aussage der Elektrodynamik der mittleren Felder ist bereits 1967 durch ein in Riga (Lettland) durchgeführtes Laborexperiment mit flüssigem Natrium belegt worden. Zwei Großexperimente in Riga und in Karlsruhe (Deutschland), in denen ein Dynamo in einer Strömung flüssigen Natriums nachgewiesen werden konnte, waren erst 1999, also lange nach Steenbecks Tod erfolgreich.
Die beschriebenen Entwicklungen, die der Grundlagenforschung zuzuordnen sind, haben auch Ergebnisse von großer praktischer Bedeutung hervorgebracht. Sie haben die bis dahin übersehene Gefahr der Selbsterregung von Magnetfeldern in den großen Flüssigmetallkreisläufen eines Typs von Kernreaktoren, der schnellen Brüter, samt möglicher katastrophaler Folgen deutlich gemacht und Wege zu deren Vermeidung gezeigt. Steenbeck hat in einem Memorandum an die Sowjetische Akademie der Wissenschaften 1971 auf diese Gefahr aufmerksam gemacht und damit weitere Untersuchungen zu dieser Problematik ausgelöst.

## Wissenschaftspolitische und politische Tätigkeit (seit 1957)
Steenbeck entfaltete vielfältige Aktivitäten in hochrangigen wissenschaftlichen Gremien. Er war Mitglied des Wissenschaftlichen Rates für die friedliche Anwendung der Atomenergie. Seit 1957 war er Mitglied des Forschungsrates der DDR, seit 1965 dessen Vorsitzender und ab 1978 bis zu seinem Tode Ehrenvorsitzender. Er war seit 1956 Ordentliches Mitglied der Deutschen Akademie der Wissenschaften (der späteren Akademie der Wissenschaften der DDR) und diente ihr von 1962 bis 1966 als Vizepräsident. Er wurde 1966 Auswärtiges Mitglied der Sowjetischen Akademie der Wissenschaften.
Steenbeck äußerte sich in zahlreichen Schriften zu wissenschaftspolitischen Themen, z. B. zur Bedeutung der Grundlagenforschung und zur Verantwortung eines Wissenschaftlers in der Gesellschaft.
Die traurigen Erfahrungen seines Lebens veranlassten ihn, immer wieder auch politisch aktiv zu werden. Er hatte sich nach seiner Rückkehr aus der Sowjetunion für eine Tätigkeit in der DDR entschieden, weil er glaubte, dort mehr als anderswo in Deutschland für eine bessere, friedliche und menschenwürdige Welt tun zu können. Er wirkte von 1970 an als Präsident des DDR-Komitees für Sicherheit und Zusammenarbeit in Europa und nahm in dieser Eigenschaft an den Konferenzen zu dieser Thematik in Helsinki teil. Er war Mitglied des Präsidiums des Friedensrates der DDR.

## Auszeichnungen, Ehrungen

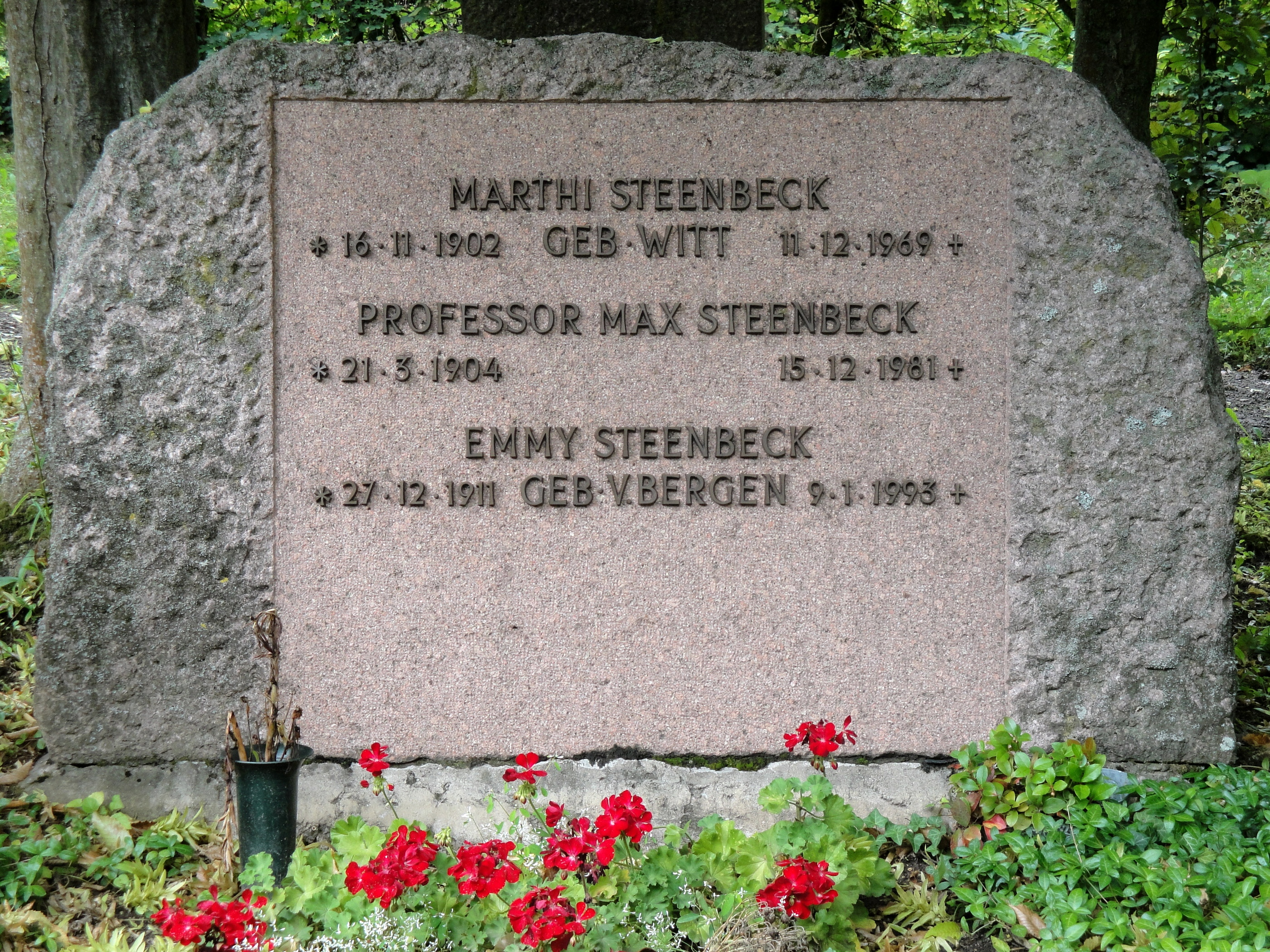
Max Steenbecks Grab auf dem Jenaer Nordfriedhof

Steenbeck erhielt den DDR-Nationalpreis erster Klasse für Wissenschaft und Technik 1959 für die Erfindung des Betatrons und Beiträge zur Plasmaphysik und ein zweites Mal 1971, zusammen mit drei jüngeren Wissenschaftlern, für die Arbeiten über die Entstehung kosmischer Magnetfelder. Die Sowjetische Akademie der Wissenschaften ehrte ihn 1972 mit der Lomonossow-Medaille in Gold. 1977 wurde eine Gruppe von Wissenschaftlern, die sich um Energieprobleme verdient gemacht hatten, darunter auch Steenbeck und Zippe, mit dem Alfried-Krupp-von-Bohlen-und-Halbach-Preis für Energieforschung ausgezeichnet.
Steenbeck wurde 1964 die Ehrendoktorwürde der Friedrich-Schiller-Universität Jena verliehen, und er war seit 1969 Ehrenbürger der Stadt Jena. Eine Straße in Jena-Winzerla trägt seinen Namen. Ein Gymnasium mit erweiterter mathematisch-naturwissenschaftlich-technischer Ausbildung in Cottbus trägt seinen Namen.
1974 erhielt er den Vaterländischen Verdienstorden in Gold.

## Darstellung Steenbecks in der bildenden Kunst der DDR
- Doris Kahane: Prof. Max Steenbeck (Lithografie und Federzeichnung, 69 × 31 cm, 1971)[9]

## Schriften
- mit Alfred von Engel: Elektrische Gasentladungen – ihre Physik und Technik. 2 Bände, Springer, Berlin 1932/34
- mit Robert Rompe: Der Plasmazustand der Gase. In: Ergebnisse der exakten Naturwissenschaften, Band 18, Springer, Berlin 1939, S. 257–376
- Max Steenbeck: Probleme und Ergebnisse der Elektro- und Magnetohydrodynamik. Akademie-Verlag, Berlin 1961
- mit Fritz Krause und Karl-Heinz Rädler: Elektrodynamische Eigenschaften turbulenter Plasmen. Akademie-Verlag Berlin 1963
- Die wissenschaftlich-technische Entwicklung und Folgerungen für den Lehr- und Lernprozeß im System der Volksbildung der Deutschen Demokratischen Republik. VEB Verlag Volk und Wissen, Berlin 1964
- Impulse und Wirkungen. Schritte auf meinem Lebensweg. Verlag der Nation, Berlin 1977